# Чаньчэн
Чаньчэ́н (кит. упр. 禅城, пиньинь Chánchéng) — район городского подчинения городского округа Фошань провинции Гуандун (КНР).

## История
Во времена империи Цзинь здесь находилась волость Цзихуа (季华乡). Во времена империи Тан она была в 628 году переименована в Фошань. Во времена империи Сун эти места вошли в состав уезда Наньхай (南海县).
В 1925 году посёлок Фошань, по примеру соседнего Гуанчжоу, был выделен из уезда Наньхай в отдельный город, но уже в 1927 году был вновь возвращён в состав уезда Наньхай в качестве посёлка.  В 1937 году в посёлок Фошань переехали из Гуанчжоу власти уезда Наньхай.
После вхождения этих мест в состав КНР 29 октября 1949 года был опять создан город Фошань; тогда же был создан Специальный район Чжуцзян (кит. упр. 珠江专区), и город Фошань вошёл в его состав. 12 января 1950 года город Фошань был выведен из состава специального района и подчинён напрямую властям провинции Гуандун, однако уже в июле 1950 года Фошань был понижен в статусе, и опять стал посёлком в составе уезда Наньхай. 26 июня 1951 года Фошань был вновь выделен из уезда Наньхай, став отдельным городом в составе Специального района Чжуцзян.
В 1952 году Специальный район Чжуцзян и Специальный район Сицзян (кит. упр. 西江区专) были объединены в Административный район Юэчжун (кит. упр. 粤中行政区). В июне 1954 года власти Административного района переехали из Цзянмэня в Фошань.
В 1955 году Административный район Юэчжун был упразднён; в результате административного передела провинции Гуандун появился Специальный район Фошань (кит. упр. 佛山专区), состоящий из 13 уездов. Город Фошань поначалу был подчинён напрямую провинциальным властям, но в 1958 году был понижен в статусе и перешёл в подчинение властям Специального района. В ноябре 1958 года Специальный район Фошань был переименован в Специальный район Гуанчжоу (кит. упр. 广州专区), но уже в январе 1959 года ему было возвращено прежнее название. В 1966 году город Фошань опять перешёл в прямое подчинение властям провинции.
В 1970 году город Фошань опять был понижен в статусе, а Специальный район Фошань был переименован в Округ Фошань (кит. упр. 佛山地区). В 1975 году город Фошань опять стал городом провинциального подчинения.
1 июня 1983 года округ Фошань был расформирован; город Фошань и уезды Наньхай, Саньшуй, Шуньдэ и Гаомин образовали городской округ Фошань, где территория бывшего города Фошань была с июня 1984 года разделена на районы Фэньцзян (кит. упр. 汾江区) и Шивань (кит. упр. 石湾区).
В 1986 году район Фэньцзян был переименован в Городской район (кит. упр. 城区).
Постановлением Госсовета КНР от 8 декабря 2002 года Городской район и район Шивань были объединены в район Чаньчэн.

## Административное деление
Район делится на 3 уличных комитета и 1 посёлок.